# Ariguaní
Ariguaní es un municipio colombiano ubicado en el centro del Departamento del Magdalena; su cabecera municipal lleva por nombre El Difícil.
Según un listado publicado por el IDEAM, es el municipio más caliente de toda Colombia.

## Toponimia
El nombre "Ariguaní", proviene de un vocablo indígena y significa Corriente de Aguas Claras. El vocablo gua, aparece en poblaciones como Chimichagua y Chiriguaná, zonas pertenecientes al vasto territorio Chimila.

## División Político-Administrativa
Además de su Cabecera municipal: El Dificil. Ariguaní tiene bajo su jurisdicción los siguientes Centros poblados:
- Alejandría: 833 hbs
- Carmen de Ariguaní: 1.534 hbs
- Pueblo Nuevo: 5.142 hbs
- San José de Ariguaní: 492 hbs
- Vadelco

Veredas
Bella Unión, San Carlos, Terronal, La Gobernación, El Canal, Altoplano, El Paraíso, Corral Nuevo, Brillantina, El Estadio, La Elvira, El Tamarindo, Punto Nuevo, El Porvenir, Buenavista, Luis Carlos Galán, La Cantina (Sonora), El Darién, Asturia, Las Delicias, El Topacio, Zelandia, Toronjil, El Pedracero, Buenaventura, La Argelia, Benitera, La Florida, Ochenta Mil.

## Historia
Es interesante explicar por qué coexisten dos nombres ligados a la historia de este Municipio: El Difícil y Ariguaní.
Quienes ocupaban inicialmente este territorio, son los indígenas Chimilas. Aún quedan vestigios de su cultura dado que uno de sus asentamientos lo tenían en la zona sudoriental de El Difícil (hoy Barrio El Brasil) saqueado por guaqueros. La mayoría de los elementos de orfebrería, cerámicas, collares y otras piezas valiosas, están en manos de los guaqueros, quienes han comercializado estas piezas fuera de nuestra jurisdicción bajo la mirada indiferente de los gobernantes de turno.
Por la presión de los nuevos colonizadores de este otrora territorio indígena, los nativos se desplazaron más al norte (hoy Municipio Sabanas de San Ángel). Sin embargo, los inmigrantes europeos de origen italiano que llegaron en la década de 1930, al inicio de la Segunda Guerra Mundial y las familias de estos que fueron llegando posteriormente, adquirieron grandes extensiones de tierra, utilizando mano de obra indígena lo que originó un rompimiento cultural y un sometimiento que diezmó a la población Chimila. Hoy su cultura está cercenada pero no acabada.
El Difícil, nombre otorgado por los primeros pobladores cuando apenas se iniciaba el siglo XX, justo después de conocer la terminación de la Guerra de los Mil Días y los periodos de paz de los años subsiguientes. El asentamiento recibió provisionalmente distintos nombres como "Mientras Tanto" y "La Dificultad", dadas las difíciles condiciones de accesibilidad imperantes. El despectivo término "El Difícil" fue acuñado por un nativo del Municipio de Chibolo cuando aguardaban los pobladores por un nombre que identificara al incipiente caserío. El autor de semejante apelativo fue Don Toribio Garizao de Oro, quien junto a Bartolo Tovar y Eustaquio Carrera, pisó por primera vez esas exuberantes tierras el 14 de septiembre de 1901, según el historiador José Manuel Díaz Barrios. La razón que lo llevaría a proponer ese nombre, no iba más allá que asegurar una radicación definitiva en este territorio inhóspito pero seguro ante posibles conflictos futuros.
Una mirada retrospectiva del siglo pasado, nos muestra las diferentes oleadas de pobladores de este territorio, en particular de El Difícil. Antes del año 1945, la riqueza de estas tierras balsameras fue explotada por Bolivarenses de la zona del Carmen de Bolívar y San Juan Nepomuceno, los que, a través del Río Magdalena, lo comercializaban con Barranquilla. Con la explotación petrolera que se inicia en 1945, llegaron trabajadores antioqueños y santandereanos quienes aportaron a nuestras costumbres y tradiciones elementos culturales que aún se conservan. Cuando se termina el auge del petróleo muchos de estos operarios se quedaron definitivamente en la zona.
El país nuevamente se sacude en 1948 con la muerte del caudillo liberal Jorge Eliécer Gaitán, desatando una violencia que aún continúa y que ha obligado a desplazamientos forzosos en las zonas azotadas por la violencia. Estos desplazados necesitaban encontrar sitios aislados del conflicto, por ello, al enterarse del aislamiento y remanso de paz que era El Difícil, los primeros que llegaron fueron acogidos, lo que motivó que estos trajeran al resto de sus familias para quedarse definitivamente en este lugar.
El Difícil fue erigido en Corregimiento en 1962 y hasta 1967 hizo parte del extenso Municipio de Plato, luego de la ardua lucha separatista de sus habitantes hasta convertirlo en nuevo Municipio del Magdalena y recibir un nuevo nombre: Ariguaní.
Ariguaní, nombre propuesto por un amigo de la causa Pro-municipio de El Difícil, era más sonoro para utilizarlo como nombre oficial del nuevo Municipio. Fue así como el 30 de noviembre de 1967, mediante Ordenanza 14 Bis de la Honorable Asamblea del Magdalena se crea el Municipio de Ariguaní, buena parte de este propósito se logra gracias a las gestiones de Don Alejandro Maestre Sierra por intermedio de sus hijos el Dr. Raúl Maestre Palmera, Diputado Departamental y el Dr. Luis Maestre Palmera, quienes firman la ordenanza de creación del Municipio.
Al El Difícil, por la referencia del petróleo, (hoy se encuentra operando Pacific Rubiales. 2012) la riqueza de sus tierras y las noticias de ser un remanso de paz, atrajo a otros grupos de pobladores de origen Ocañero, Santandereano, Bolivarense, entre otros, quienes además de refugiarse en este lugar, tenían la oportunidad de trabajar y realizar labores comerciales. 

## Geografía

### Ubicación
El Municipio de Ariguaní se ubica en el Centro del Departamento del Magdalena y es uno de los seis municipios que conforman la Subregión Centro del Departamento. A su vez forma parte de la Subregión Interdepartamental del Valle del Río Ariguaní.
Extensión territorial es de 1.132,1 km² (113.210 ha), ocupando el 5% de la superficie total del Departamento (23.188 km²).
La población de El Difícil se encuentra ubicada al Occidente del territorio municipal, con las siguientes coordenadas geográficas: X = 1.579.500 y X = 1.582.000 Latitud Norte; Y = 980.000 e Y = 984.000 Longitud Oeste. La extensión territorial de la cabecera es de 165 hectáreas, extensible a 237.5 hectáreas según el perímetro propuesto por el POT.

### Relieve
El territorio es más o menos ondulado con altura que no superan los 200 m s. n. m.

### Hidrografía
El río Ariguaní es el más importante. Existen así mismo arroyos como Cacaguero, Cedro, Indio, Madrevieja, Mulero.

### Clima
La temperatura media anual de la cabecera es de 31,3 °C, con una altura media de 170 m s. n. m.; de hecho se convierte en la cabecera municipal más alta del Departamento del Magdalena. La media pluviométrica del municipio es de 1700 mm anuales, con una estación seca de diciembre hasta abril y una húmeda intermitente de mayo a noviembre.

## Economía
Ganadería: vacuno, porcino, mular, avícola, asnal, equino, bufauha y ovicaprina.
Agricultura: yuca, maíz, ajonjolí, tabaco y palma africana.

## Cultura

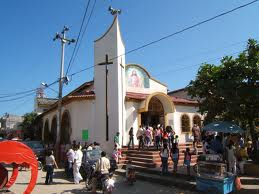
Parroquia El Santo Cristo, el centro de culto más antiguo que hay en el municipio.

Ariguaní ha sido catalogada como la Cuna del Son, legado que dejara el juglar Francisco Rada Batista más conocido como Pacho Rada, quien deja la influencia del son en la Música de Acordeón, Le sigue el gran maestreo Ricardo Maestre, El artista era considerado " El rey del Son " su carrera la emprendió al lado de excelentes acordeoneros como Carlos Arrieta, Ramón Lemus, Julio Rojas, Robinsón Maestre, José Carranza entre otros que con temas como " Levante María, Pena y Dolor, María Espejo, Tristeza, Volvieron, La víspera de Año Nuevo, Norma, La de los ojos negros, Por un detalle, logró obtener triunfos en Colombia y en el exterior, siendo congratulado por la casa disquera Sonolux que le otorgó disco de oro por sus millonarias ventas y tres congos de oro dando competencia a lado de los grandes.
Durante ocho versiones con algunas interrupciones, se ha desarrollado el Festival Son Tigre de la Montaña, que ha servido para la integración regional de la subregiòn del valle de Ariguanì, en este festival es importante anotar que se rescata el Son como patrimonio cultural de Ariguanì y se aprovecha para hacer homenaje al Padre del Son como lo fue Pacho Rada Batista.
En cuanto a festividades religiosas, se conserva aún la tradición católica y se conmemoran desde el año de 1914 las fiestas del Santo Cristo, en honor a ese patrono, que se llevan a cabo en el mes de septiembre exactamente el día 14 con sus respectivas misas y procesión. Alterno se realizan en esta misma fecha las fiestas de corralejas donde se desarrollan corridas taurinas durante 4 días, como también templetes, fandangos y en diferentes sectores con la colaboración de la comunidad, varas de premio, lluvia de golosinas, gallos tapaos, carreras de encostalados, entre otros, este arraigo cultural se ha mantenido año tras año, sostenido por los ganaderos y las juntas que se organizan cada año para la festividades.
También en menor escala se celebran las fiestas de carnaval, donde se elige una reina central y escogen reinas en cada barrio, organizan comparsas, se realizan previo al carnaval los fines de semana, casetas y verbenas. Se culmina con los 4 días de carnaval, batalla de flores, la gran parada y se culmina con el reinado popular.

## Festividades
- Santa Catalina (1 - 4 de febrero)
- Santo Cristo (12 - 16 de septiembre)
- Festival del Son de Tigre de la Montaña, San José (16 - 19 de marzo)
- San Martín (11 de noviembre)
- Virgen del Carmen (16 de julio)

## Gastronomía
Chicha de maíz, guiso de conejo desmechado, guiso de morrocoyo, mazamorra de maíz, yuca con suero, sancocho de mondongo y gallina.

## Servicios públicos
- Energía Eléctrica: Afinia, del grupo EPM, es la empresa prestadora del servicio de energía eléctrica.
- Gas Natural: Gases del Caribe es la empresa distribuidora y comercializadora de gas natural en el municipio.